# Simplicicordia
Simplicicordia is een monotypisch geslacht van tweekleppigen uit de  familie van de Verticordiidae.

## Soort
- Simplicicordia trigonata (Yokoyama, 1922)